# Ultra Sodade
Ultra Sodade es el tercer álbum de estudio del cantante y compositor mexicano Kevin Kaarl, se lanzó de forma independiente el 14 de febrero de 2025. Consta de 13 pistas originales escritas por Kaarl.
El título proviene de la palabra sodade, asociada con una nostalgia profunda en la cultura caboverdiana, a la que Kaarl añadió el prefijo «ultra» como forma de intensificar esa emoción recurrente en su discografía.

## Antecedentes y lanzamiento
Kevin Kaarl compuso las canciones tras atravesar una ruptura amorosa. Grabó el álbum junto a su hermano Bryan Kaarl en un estudio doméstico ubicado en Chihuahua. Ambos trabajaron con herramientas digitales y recursos caseros. Bryan se encargó de la producción y la mezcla del material, lo que marcó su primera participación formal en el proceso creativo de un disco.
El álbum conserva elementos del folk, pero incorpora sintetizadores, guitarras procesadas y texturas ambientales propias del dream pop. Las canciones presentan estructuras melódicas sencillas, con arreglos discretos que priorizan el contenido lírico. Kevin abordó temas como la tristeza, el desapego y la resignación. A lo largo de las trece pistas, el álbum retrata distintas etapas del duelo emocional. El tema «Ultras odade» cuenta con la colaboración del músico regiomontano Nsqk. La canción incluye una voz femenina que repite la palabra sodade, en consonancia con la línea conceptual del álbum. Antes del estreno, Kevin publicó los sencillos «Esta noche», «no me culpes por sentir» y «búscame otra vez», todos acompañados por videoclips dirigidos por Hermann Neudert. El disco completo estuvo disponible a partir del 14 de febrero de 2025.

## Recepción

### Crítica especializada
Rolling Stone en Español consideró que Kevin plasmó «la añoranza a la perfección», y destacó el equilibrio entre producción y contenido emocional. Indie Rocks! lo definió como una «reinvención del significado de la nostalgia» y resaltó el crecimiento técnico respecto a sus trabajos anteriores. Billboard señaló que el álbum «recoge relatos cortos en los que el lirismo, la voz suave y los elementos de producción digital son protagonistas».

## Lista de canciones
| N.º   | Título                          | Escritor(es) | Duración |  |
| 1.    | «Esta noche»                    | Kevin Kaarl  | 4:36     |  |
| 2.    | «dime»                          | Kevin Kaarl  | 3:55     |  |
| 3.    | «no me culpes por sentir»       | Kevin Kaarl  | 3:48     |  |
| 4.    | «siento tanto aquí»             | Kevin Kaarl  | 5:49     |  |
| 5.    | «búscame otra vez»              | Kevin Kaarl  | 4:58     |  |
| 6.    | «y está bien»                   | Kevin Kaarl  | 3:01     |  |
| 7.    | «que pasa si me voy?»           | Kevin Kaarl  | 4:39     |  |
| 8.    | «ya no me llames»               | Kevin Kaarl  | 3:21     |  |
| 9.    | «peregrinos»                    | Kevin Kaarl  | 3:49     |  |
| 10.   | «no me equivoco»                | Kevin Kaarl  | 3:54     |  |
| 11.   | «piensa en mi de vez en cuando» | Kevin Kaarl  | 6:14     |  |
| 12.   | «Ultra Sodade» (con Nsqk)       | Kevin Kaarl  | 3:50     |  |
| 13.   | «recuérdame x siempre»          | Kevin Kaarl  | 5:59     |  |
| 57:00 |                                 |              |          |  |

## Historial de lanzamiento
| País    | Fecha                 | Formato(s)       | Sello                | Ref.  |
| ------- | --------------------- | ---------------- | -------------------- | ----- |
| Mundial | 14 de febrero de 2025 | Descarga digital | Música independiente | [ 1 ] |